# 查拳
插拳，中國拳術名稱。又叫「叉捶」。音轉為查。現在，有人（廣義）說查拳是中國東北部回民地區武術之一個統稱。在山東、河北、河南、北京，山西回族聚居地流行。拳種包括有華、花、路、洪、炮、彈腿 長拳及短打等等。

## 查拳
原為山東冠縣任城一帶的地方拳術，因為清朝末期，當地拳會大多數都加入了義和團。他們的拳術來自不同拳社，包括回民的四粑（拳）八勢（式）（請參考河北（馬學禮）心意拳）、紅拳及長拳等。清乾隆後，民團自保，各式拳社開始在山東冠县、任城逐渐流行。清朝當時著名者有滑宗岐之滑拳，後有南宮孟六。根據地方傳說，查拳起源是明朝末年的中亞／新疆回人將領查密爾(疑似阿拉伯語常見的男性名Sameer/Samir的漢語音譯）。傳說，查密爾應召抗擊倭寇，經過山東時病倒，被當地的回族民眾細心照顧病癒後，將畢身武功傳給當地的回人．當地回人為了紀念他所以稱此武術為查拳．
清初因為嚴禁漢人聚眾習武，傳統的漢人拳術如紅拳、炮拳、彈腿及長拳遂傳入回民區。至嘉慶後漢人武禁漸漸鬆懈，外教（漢）人也有學之。
至光绪年间，形成了冠县的张式、杨式，及任城的李式三派。義和團事件後，始有查拳名稱。
形意拳中五行拳（套路）裡之炮拳，即下插捶。炮拳有劈压下砸截之功。

## 查拳名稱
大東書局 吴志清先生于1928年出版了《六路查拳》一书。由马金镖、于振声校阅。江苏缪省飞亦于1933年出版了《六路查拳》教材一本，在自序中提到：馬金镖授缪以六路短打。

## 查拳馬金镖
1881年初出生，山东济南人，回族，终生教授拳术。少年愛武，曾拜洪拳名家白子敬和赛和洪门下，后又從楊鴻修、張崇生、沙正涛等學習多元拳術。采集眾长，而成一家。1928年杭州擂台赛時，初露头角。1947年其子馬峻岭，门人宛长胜、张孝才等人在上海会同拳友沙家四兄弟成立群英武术社。訂立查拳教材。

## 內容
現在之查拳內容吸收了其他拳法，如心意拳，埋伏拳，連拳等洪、炮及長拳拳种。形成了集查、華、花、滑、炮、洪、腿（彈腿）、長拳及短打于一體。
查拳新編十路，頭兩路又分大小兩路，合共大小十二路。包括有三路滑拳、三路炮拳、四路洪拳、两路腿拳。
- 一路（母子拳。正拳及副拳），（羅漢散手，現稱岳氏散手），（連拳，現稱岳氏連拳）

一路母拳，又稱四平拳。類：老洪拳之母拳、羅漢拳之十八手（十八羅漢拳）、螳螂拳之十八手。
- 二路（行手拳。正拳及。副拳）
- 三路（飞脚拳）
- 四路（升平拳）
- 五路（飞虎拳）
- 六路（埋伏拳）
- 七路（梅花拳），洪拳
- 八路（连环拳），洪拳
- 九路（龙摆尾拳）
- 十路（串通拳），通背拳，羅漢拳

## 相關鏈接
- 中國武術
- 中國武術門派

## 外部連結
- 邵光璞; 柳河东. . 2004-10-18  [2007-08-12]. （原始内容存档于2020-04-16）.